# Самодвижущееся орудие

Первая советская самоходная артиллерийская установка «Арсеналец» во время испытаний, 1928 год. Рисунок с фотографии. Данная машина, технически бывшая полноценной САУ, по своей концепции была первой предтечей самодвижущихся орудий, появившихся значительно позднее

Самодвижущееся орудие (СДО) — артиллерийское орудие с агрегатами самодвижения, которые позволяют ему самостоятельно осуществлять во время боя перемещение на небольшие расстояния; на значительные расстояния транспортируется артиллерийским тягачом, аналогично стандартным буксируемым орудиям. Благодаря возможности самодвижения (и, как следствие, быстрой самостоятельной смены огневых позиций) постоянно находится в боевых порядках пехоты и имеет постоянную возможность вести стрельбу прямой наводкой.

## Описание конструкции
Конструктивно самодвижущееся орудие представляет собой буксируемую артиллерийскую установку, на лафет которой установлены агрегаты самодвижения — силовая установка (как правило, компактный карбюраторный двигатель небольшой мощности), трансмиссия (сцепление, коробка переключения передач, главный вал, мост и бортовые передачи ведущих колёс) и механизмы управления (рулевое управление, тормоза, приводы управления работой двигатели и трансмиссии). Двигатель и трансмиссия могут размещаться на станине или на специальной раме и, как правило, защищаются противопульной бронёй. При буксировке ведущие колёса отключаются от трансмиссии. Для повышения проходимости орудие дополнительно может оснащаться приспособлением для самовытаскивания и съёмными цепями противоскольжения колёс.
Функцию водителя самодвижущегося орудия выполняет один из номеров орудийного расчёта.

## История
Со времён появления первых полевых орудий на конной тяге перемещение их на поле боя на небольшие расстояния осуществлялось силами расчёта, поскольку привлечение штатных средств буксировки к перемещению орудия требуют времени на перевод его в походное положение, вывода тягача или упряжки на позицию орудия, что грозит потерей мобильности и существенно демаскирует позицию орудия. 
С развитием артиллерии масса орудий непрерывно возрастала. Перемещение орудия, имеющего массу более 1200-1400 кг в боевом положении, за счёт сил расчета становится весьма затруднительным. Одним из решений данной проблемы стало оснащение артиллерийских орудий установкой самодвижения.
Концепция артиллерийского орудия, близкого по массово-габаритным характеристикам и применению к буксируемому и при этом способного к самостоятельному передвижению на небольшие расстояния по полю боя, впервые появилась и была реализована в 1920-х годах в проекте первой советской самоходной артиллерийской установки «Арсеналец». Тем не менее, данная машина, близкая к самодвижущемуся орудию по концепции, не может в полном смысле считаться таковым, поскольку технически представляет собой полноценную гусеничную САУ.
Отдельные попытки оснащения буксируемых орудий агрегатами самодвижения предпринимались в период Второй мировой войны, однако развития они не получили. Впервые самодвижущиеся орудия как класс появились в послевоенный период в СССР; впоследствии аналогичные системы были приняты на вооружение и армиями других государств.

## Примеры
| Название      | Производитель                                               | Страна                    | Калибр | Масса, кг | Макс. дальность, км | Год  |
| ------------- | ----------------------------------------------------------- | ------------------------- | ------ | --------- | ------------------- | ---- |
| 155 GH 52 APU | Patria Vammas Oy                                            | Финляндия                 | 155 мм | 14000     | 41,3                | 1998 |
| ATHOS 2052    | Soltam Systems                                              | Израиль                   | 155 мм | 13000     | 41                  |      |
| FH 2000       | Singapore Technologies                                      | Сингапур                  | 155 мм | 13500     | 40                  | 1992 |
| FH70          | Vickers Shipbuilding and Engineering OTO Melara Rheinmetall | Великобритания Италия ФРГ | 155 мм | 9300      | 31                  | 1970 |
| FH77B         | Bofors                                                      | Швеция                    | 155 мм | 12200     | 27,3                |      |
| G5            | Lyttleton Engineering Works                                 | ЮАР                       | 155 мм | 13750     | 50                  | 1981 |
| GHN-45        | Voestalpine                                                 | Австрия                   | 155 мм |           | 33                  | 1981 |
| SIAC          | General Dynamics — European Land Systems                    | Испания                   | 155 мм | 12900     | 40                  | 2002 |
| Trajan        | Nexter                                                      | Франция                   | 155 мм | 13000     | 55                  |      |
| TRF1          | Nexter                                                      | Франция                   | 155 мм | 10000     | 30                  | 1979 |
| WA 021        | Norinco                                                     | Китай                     | 155 мм | 9500      | 30                  | 1986 |
| 2А45М         | ОКБ-9                                                       | СССР                      | 125 мм | 6500      |                     | 1989 |